# 慧忠禅师
慧忠禪師（683年—769年），俗姓王，潤州（治所在今江苏省镇江市）人，唐代禅师，師從智威禅師，為牛頭宗六祖。

## 生平
慧忠禪師二十三歲時在莊嚴寺出家，後因為聽聞智威禅師的名聲，於是前往拜訪，此後跟隨在智威大師身邊，成為他的侍者。智威大師後來將寺廟交給他管理，自己出外雲遊，後終於延祚寺。
慧忠禪師曾經在牛頭山上長期一個人修行，他的生活極為簡樸，《景德傳燈錄》說他「平生一衲不易，器用唯一鐺」。後受到大眾請求，於是下山宏法，居住在莊嚴寺。
慧忠禪師的《安心偈》說：「人法雙淨，善惡兩忘。直心真實，菩提道場。」《傳燈錄》載有得法弟子卅四人，各化一方。
師于大曆四年六月十五日，命侍者淨髮浴身。詰旦(翌晨)，怡然坐化。年八十七歲。五年春，茶毗(僧人圓寂後的火葬)，獲舍利不可勝計。

## 法嗣

### 師承
- 智威禪師

## 外部連結
- 牛头禅文化园  （页面存档备份，存于）
- 牛头慧忠禅师悟道因缘

| 前任： 智威 | 漢傳佛教牛頭宗 六祖 | 繼任： 無 |